# Nuestro cuerpo
Nuestro cuerpo (en francés: Notre Corps) es un documental francés de 2023 sobre pacientes en la sala de ginecología de un hospital del distrito 20 de París. Fue dirigida por Claire Simon.
La película se estrenó el 17 de febrero como parte de la sección Forum del Festival de Berlín 2023.

## Recepción

### Recepción de la crítica
En el sitio web del agregador de reseñas Rotten Tomatoes, la película tiene un índice de aprobación del 100% según 16 reseñas, con una calificación promedio de 7,8/10. Metacritic, que utiliza un promedio ponderado, asignó a la película una puntuación de 95 sobre 100, basándose en 10 críticas, lo que indica "aclamación universal".

## Premios y nominaciones
| Premio/Festival de Cine                           | Fecha del evento      | Categoría        | Nominado       | Resultado | Ref.  |
| ------------------------------------------------- | --------------------- | ---------------- | -------------- | --------- | ----- |
| Premios de la Sociedad Internacional de Cinéfilos | 10 de febrero de 2024 | Mejor película   | Nuestro cuerpo | Pendiente | [ 5 ] |
| Premios de la Sociedad Internacional de Cinéfilos | 10 de febrero de 2024 | Mejor documental | Nuestro cuerpo | Pendiente | [ 5 ] |